# Методологія науки
Методоло́гія науки (від метод і грец. λόγος — вчення) — термін, що залежно від контексту може сприйматися в різних значеннях: або як сукупність методів дослідження, що застосовуються в певній науці, або як вчення про методи пізнання й перетворення дійсності. Розробка проблем методології науки виникає в зв'язку з необхідністю усвідомлення наукою своєї власної природи, принципів і методів, що лежать в основі пізнання дійсності та відтворення її в мисленні.
Особливого значення проблеми методології науки набувають у зв'язку з сучасним бурхливим розвитком науки, з тенденцією до вищого рівня узагальнення, коли стає дедалі складніше простежити безпосередній зв'язок між емпіричними фактами та їхнім теоретичним осмисленням. Виникає необхідність осмислити як метод дослідження, так і засад та закономірності розвитку теорій, що відображається в прагненні до створення метатеорій (особливо в логіці, математиці і фізиці).

## Точка зору діалектичного матеріалізму
Загальною методологією всіх конкретних наук оголошує себе діалектичний матеріалізм, який розв'язує питання про природу методів і засад конкретних наук. Матеріалістично розв'язуючи питання про співвідношення закони мислення і законів буття, діалектичний матеріалізм стверджує об'єктивність змісту людського мислення. Мислення приходить до істини внаслідок того, що воно підлягає тим самим законам, що й об'єкт. Вивчаючи закони розвитку об'єктивної дійсності, діалектичний матеріалізм одночасно є логікою пізнання, логікою побудови наук, теорій. Всі категорії діалектичного матеріалізму включають у свій зміст розв'язання питання про відношення мислення до буття. Тому щодо конкретних наук категорії діалектичного матеріалізму виступають як світоглядно-методологічні.